# Ondřej Vrchota
Ondřej Vrchota (* 1. května 1977) je český basketbalista hrající Národní basketbalovou ligu za tým BK Ústí nad Labem. Hraje na pozici rozehrávače.
Je vysoký 185 cm, váží 79 kg.

## Kariéra
- 1998 - 2000 : BK ASK Chomutov
- 2000 - 2005 : USK Praha
- 2005 - 2007 : BK Ústí nad Labem

## Statistiky
| Sezóna   | Soutěž      | Odehrané minuty | Průměr na zápas | Body | Průměr na zápas |
| -------- | ----------- | --------------- | --------------- | ---- | --------------- |
| 1998/99  | Mattoni NBL | 670,8           | 21,6            | 158  | 5,1             |
| 1999/00  | Mattoni NBL | 892,1           | 26,2            | 329  | 9,7             |
| 2000/01  | Mattoni NBL | 443,5           | 12,3            | 117  | 3,3             |
| 2001/02  | Mattoni NBL | 901,7           | 25,8            | 298  | 8,5             |
| 2002/03  | Mattoni NBL | 841,1           | 27,1            | 284  | 9,2             |
| 2003/04  | Mattoni NBL | 607,4           | 19,6            | 189  | 6,1             |
| 2004/05  | Mattoni NBL | 737,2           | 23,0            | 180  | 5,6             |
| 2005/06  | Mattoni NBL | 455,5           | 18,2            | 152  | 6,1             |
| 2006/07* | Mattoni NBL | 351,5           | 18,5            | 130  | 6,8             |

 *Rozehraná sezóna - údaje k 20.1.2007 